# Otto Nitze
Otto Nitze (Artern, 20 september 1924 – Idar-Oberstein, 8 mei 1988) was een Duits componist, muziekpedagoog en dirigent. Voor bepaalde werken gebruikt hij het pseudoniem: Tom Dawitt

## Levensloop
Nitze werd geboren in een muzikale familie. De eerste muziekles (viool) kreeg hij van zijn vader, de directeur van de muziekschool in zijn geboortestad was en studeerde met bijzondere toelating vanaf zijn zevenste levensjaar bij Carl Corbach aan het stedelijke conservatorium te Sondershausen en later aan het muzische Gymnasium te Frankfurt am Main bij Kurt Thomas, August Leopolder en Wolfgang Riehm. Hij behaalde zijn diploma als kapelmeester. Na de Tweede Wereldoorlog werd hij op 23-jarige leeftijd kapelmeester en componist voor toneelmuziek aan het theater in Eisleben en vervolgens stedelijke muziekdirecteur en dirigent van het orkest aldaar.
In 1950 vertrok hij naar Idar-Oberstein en werd daar 1950 dirigent van de Musikvereins 1861 Idar-Oberstein en vervolgens nog van verschillende andere harmonieorkesten (Musikverein Tiefenstein etc.) en koren in de regio. Met steun van het bestuur van de "Musikverein" richtte hij in 1957 een jeugdharmonieorkest op. In 1961 vertrok Nitze naar Schramberg en werd stedelijke muziekdirecteur en docent aan het toenmalige "Hochschulinstitut für Musik", nu: Hochschule für Musik Trossingen te Trossingen. In 1965 gaat hij weer terug naar Idar-Oberstein en richtte daar in 1967 de stedelijke Jongblazersschool op en werd een jaar later dirigent van het jeugdharmonieorkest van de "Musikverein 1861 Idar-Oberstein" en van het "districts-jeugorkest Birkenfeld" te Idar-Oberstein. Met dit orkest behaalde hij successen bij nationale en internationale wedstrijden.
Vanaf 1968 is hij ook werkzaam als muziekleraar aan de Realschule Idar-Oberstein. Hij was lid in de cultuurcommissie van de stad, dirigent van de muziekfederatie, lid van de muziekcommissie van het land Baden-Württemberg en jurylid bij vele muziekwedstrijden. Nitze werd onderscheiden met de Orde van Verdienste van de Bondsrepubliek Duitsland en de gouden erespeld van de stad Idar-Oberstein, alsook de Peter Cornelius-Plaket van de deelstaat Rijnland-Palts, het "Croix de Mérite" van de Confédération Internationale des Sociétés Musicales (CISM), de medaille in zilver en goud van de "Bund Deutscher Blas- und Volksmusikverbbände" (BDBV) en de Goldener Rathausmann van de stad Wenen.
Als componist was hij zeer productief en schreef in 1979 de hymne Viva la musica van de muziekfederatie van de deelstaat Rijnland-Palts en zijn werk Leuchtender Tag werd tijdens het bezoek van Paus Johannes Paulus II in 1980 in de bedevaartsplaats Altötting uitgevoerd.

## Composities

### Werken voor harmonieorkest
- 1965 Prolog
- Abschiedsmelodie
- Black Diamond, ritmische selectie
- Beginn
- Bruder und Schwester (Broeder en zuster), voor twee klarinetten en harmonieorkest
- Der Jäger aus Kurpfalz
- Deutsche Marschparade
- Festliche Eröffnungsmusik
- Frohe Heimkehr
- Happy Music, selectie
- Heimatträume, voor twee flügelhorns, twee trompetten en harmonieorkest
- Im Klang vereint, feestelijke opening
- Klarinettenstreiche, voor twee klarinetten en harmonieorkest
- Kleine Bläsermusik
- Kolibris, voor twee piccolofluiten en harmonieorkest
- Leuchtender Tag, hymne
- Porta Nigra-Marsch
- Präludium
- Romanze in Gold, voor trompet en harmonieorkest
- Saxo-Time, voor saxofoonkwintet en harmonieorkest
- Suite Classique
- Trompetenfreuden, voor drie trompetten en harmonieorkest
- Trompetenklänge, voor drie trompetten en harmonieorkest
- Verliebte Trompeten, voor twee trompetten en harmonieorkest
- Viva la Musica, hymne